# Robella
Robella là một đô thị ở tỉnh Asti vùng Piedmont thuộc Ý, nằm ở vị trí cách khoảng 30 km về phía đông của Torino và khoảng 25 km về phía tây bắc của Asti. Tại thời điểm ngày 31 tháng 12 năm 2004, đô thị này có dân số 545 người và diện tích là 12,2 km².
Đô thị Robella có các frazione (đơn vị trực thuộc) Cortiglione.
Robella giáp các đô thị: Brozolo, Cocconato, Montiglio Monferrato, Murisengo, Odalengo Grande và Verrua Savoia.